# 2010年巴基斯坦洪災

至2010年8月26日止的洪災區域。

2010年巴基斯坦洪灾指因季风所带来的连降暴雨所造成的水灾。2010年7月以来，巴基斯坦西北部遭遇80年以来最严重的洪灾，截至8月6日，洪灾已造成1985人死亡，65万栋房屋被毁，150万人无家可归，超过55万公顷农田被毁，2000萬人受災，预计将有1200万人受到粮食短缺的影响。受灾严重地区为开伯尔普赫图赫瓦省，灾情还在蔓延。巴基斯坦政府发出了洪灾的红色预警，洪灾逐步往南部省份蔓延，信德省已对超过50万居民进行紧急转移安置。